# Noordelijke Dobroedzja
De Noordelijke Dobroedzja of Dobrogea in het Roemeens (Bulgaars: Северна Добруджа, Severna Dobrudzha) is het Roemeense gedeelte van de Dobroedzja. Het gebied ligt tussen de Donau, de Zwarte Zee en de Zuidelijke Dobroedzja, die in Bulgarije ligt.

## Geografie
Het Roemeense deel (Dobrogea) bestaat uit de districten Constanța en Tulcea, en heeft een oppervlakte van 15.500 km². Er wonen bijna 1 miljoen mensen in de Noordelijke Dobroedzja. De grootste steden van dit gebied zijn Constanța, Tulcea, Mangalia en Medgidia. In dit gebied stroomt de Donau, is er de Donaudelta en het Donau-Zwarte Zeekanaal.

### Rivieren
- Casimcea
- Slava
- Taița
- Telița
- Donau

### Kanalen
- Donau-Zwarte Zeekanaal

### Meren
- Crapinameer
- Jijieimeer
- Traianmeer
- Babadagmeer
- Razimmeer
- Zmeicameer
- Sinoiemeer
- Tașaulmeer

#### Donaudelta
De Donaudelta heeft een groot aantal meren. De belangrijkste zijn:
- Roșu
- Isac
- Gorgova
- Furtuna
- Ledeanca
- Tatanir
- Merhel
- Matița
- Uzlina
- Dranov
- Lumina
- Puiu
- Puiuleț

## Geschiedenis
Een grote tijd was het gebied onder Turkse macht. Vooral tussen de 15e en 19e eeuw. In de Russisch-Turkse Oorlog van 1877-1878 werd het gebied Roemenië toegewezen. Dit gebeurde tijdens het Verdrag van San Stefano, terwijl Bulgarije de Zuidelijke Dobroedzja werd toegewezen. Na de Tweede Balkanoorlog in 1913 werd het zuidelijke deel ook Roemeens. Na 1940 was het zuidelijke deel weer Bulgaars.

## Wapen van Roemenië
De Noordelijke Dobroedzja staat in het Wapen van Roemenië afgebeeld als dolfijnen.